# Keith Rothfus
Keith James Rothfus (Endicott, 25 aprile 1962) è un politico e avvocato statunitense, membro della Camera dei Rappresentanti per lo stato della Pennsylvania dal 2013 al 2019.

## Biografia
Nato e cresciuto nello stato di New York, Rothfus divenne avvocato ed esercitò in Pennsylvania per molti anni, lavorando anche come impiegato per il Dipartimento della Sicurezza Interna.
Entrato in politica con il Partito Repubblicano, nel 2010 Rothfus si candidò alla Camera dei Rappresentanti contro il deputato democratico in carica Jason Altmire, ma perse di misura.
Due anni dopo Rothfus si candidò di nuovo per il seggio e affrontò un altro deputato democratico in carica, Mark Critz, che nelle primarie aveva sconfitto Altmire. Rothfus stavolta riuscì a vincere le elezioni con un margine di scarto molto ristretto e venne eletto deputato.
Riconfermato per altri due mandati, nel 2018 si candidò per un altro distretto congressuale ma risultò sconfitto dal democratico Conor Lamb.
Sposato con Elsie, Rothfus ha sei figli.